# Патриарший экзархат Патмоса
Свяще́нный патриа́рший экзарха́т Па́тмоса (греч. Ιερά Πατριαρχική Εξαρχία Πάτμου) — экзархат Константинопольской православной церкви на островах Патмос, Липси, Агатонисион и Арки в составе Додеканесского архипелага в Греции. Ядром экзархии является ставропигиальная обитель святого Иоанна Богослова. Патриаршим экзархом Патмоса является игумен обители. В состав экзархии входит также Пещера Откровения, в которой св. евангелисту Иоанну Богослову ок. 95 года было дано Откровение.

## Патриаршие экзархи Патмоса
- Мефодий (Калогерас) (1715—1718 и 1731)
- Каллиник (Папагеоргиос) (1718—1721)
- Афанасий I (Котис) (1722—1724 и 1728—1729)
- Игнатий (Симос) (1725—1727, 1729—1731 и 1732—1734)
- Феофилакт (Гриманис) (1734—1737)
- Неофит (Фасолас) (1738—1740)
- Нектарий I (1741—1742)
- Иоахим (1753—1748)
- Парфений I (Сигалас) (1748—1750)
- Христофор (Салирмос) (1752—1757, 1758—1762 и 1763—1765)
- Герман (Пангалос) (1757 и 1770—1774)
- Иоасаф I (Калогерас) (1762—1763, 1774—1790 и 1797—1799)
- Парфений II (Германос) (1765—1766 — 1768—1770)
- Иаков I (Гриманис) (1767)
- Гавриил (Панкостас) (1790—1791)
- Симеон I (Мандис) (1791—1793)
- Парфений III (Хазакос) (1793—1794 и 1796—1797)
- Афанасий II (Металас) (1794—1796)
- Макарий I (Лунгас) (1797 и 1804)
- Макарий II (Палеолог) (1800—1801)
- Парфений IV (Ампрузис) (1801—1804)
- Герасим (Мавродис) (1804—1806)
- Григорий I (Аделетис) (1806—1808)
- Иаков II (Кефалианос) (1808—1813)
- Иаков III (Малигианнис) (1813—1818, 1820—1823 и 1825—1827)
- Вениамин I (Гриманис) (1818—1820, 1827—1831 и 1834—1849)
- Даниил I (Палеолог) (1820, 1823—1824)
- Григорий II (Питилос) (1824—1825 и 1831—1834)
- Даниил II (Сихнис) (1849—1863 и 1865—1867)
- Парфений V (Каллигас) (1863—1865 и 1867—1870)
- Григорий III (Пападопулос) (1870—1874 и 1876—1878)
- Иларион (Галанис) (1874—1876)
- Иаков IV (Пантелакис) (1878—1880, 1884—1886, 1892—1894 и 1896—1898)
- Иоасаф II (1880—1882)
- Константин (Главаридис) (1882—1884 и 1888—1890)
- Вениамин II (Мелигианнис) (1886—1888 и 1890—1892)
- Нектарий II (Иоаннидис) (1894—1896)
- Мелетий I (Коцанис) (1898—1899)
- Феофан I (Скопелитис) (1899—1901)
- Паисий (Ферентинос) (1901—1903 и 1917—1918)
- Агафангел (Ватикас) (1903—1907, 1911—1915 и 1918—1922)
- Григорий IV (Птерис) (1909—1911 и 1915—1917)
- Григорий V (Генис) (1922—1930)
- Иеремия I (Валлас) (1930—1932)
- Феофан II (Крикрис) (1933)
- Амфилохий I (Макрис) (1935—1937)
- Епифаний (Калогианнис) (1937—1943)
- Никодим (Канакис) (1943—1945)
- Симеон II (Ревитис) (1946—1951)
- Мелетий II (Маргиолос) (1951—1957)
- Иеремия II (Вастас) (1957—1961)
- Павел (Никитарас) (1961—1963)
- Феодорит (Фурнис) (1963—1975)
- Исидор (Крикрис) (1975—1981)
- Феодорит (Фурнис) (1981—1986)
- Исидор (Крикрис) (1986—1997)
- Амфилохий (Камицис) (1997—2000)
- Антипа (Никитарас) (2000 — по настоящее время)